# Episodi di Hardcastle & McCormick (prima stagione)
La prima stagione della serie televisiva Hardcastle & McCormick è stata trasmessa negli Stati Uniti la prima volta dal network statunitense ABC, dal 18 settembre 1983 al 1º aprile 1984.
In Italia, la prima stagione viene trasmessa da Italia 1 a partire dal 1985. Viene replicata anche con il titolo I giustizieri della città.
| nº | Titolo originale                                | Titolo italiano                       | Prima TV USA      | Prima TV Italia |
| -- | ----------------------------------------------- | ------------------------------------- | ----------------- | --------------- |
| 1  | Rolling Thunder (1)                             | Il giudice e il pregiudicato 1ª parte | 18 settembre 1983 |                 |
| 2  | Rolling Thunder (2)                             | Il giudice e il pregiudicato 2ª parte | 18 settembre 1983 |                 |
| 3  | Man in a Glass House                            | L'uomo nella casa di vetro            | 25 settembre 1983 |                 |
| 4  | The Crystal Duck                                | L'anatra di cristallo                 | 2 ottobre 1983    |                 |
| 5  | Going Nowhere Fast                              | Il genio                              | 9 ottobre 1983    |                 |
| 6  | The Black Widow                                 | La vedova nera                        | 16 ottobre 1983   |                 |
| 7  | The Boxer                                       | Il boxer                              | 23 ottobre 1983   |                 |
| 8  | Once Again with Vigorish                        | Una truffa da 750.000 dollari         | 30 ottobre 1983   |                 |
| 9  | Killer B's                                      | Ciak... si ammazza                    | 6 novembre 1983   |                 |
| 10 | The Prince of Fat City                          | Tra le vacche grasse                  | 13 novembre 1983  |                 |
| 11 | Hotshoes                                        | La banda dell'autodromo               | 27 novembre 1983  |                 |
| 12 | Flying Down to Rio                              | L'Isola del contrabbando              | 4 dicembre 1983   |                 |
| 13 | Just Another Round of That Old Song             | Il club dei Desperados                | 11 dicembre 1983  |                 |
| 14 | Third Down and Twenty Years to Life             | Prove indiziarie                      | 1 gennaio 1984    |                 |
| 15 | Whistlers Pride                                 | Il cavallo Saltapicchio               | 8 gennaio 1984    |                 |
| 16 | Mr. Hardcastle Goes to Washington               | Il Giudice va a Washington            | 15 gennaio 1984   |                 |
| 17 | School for Scandal                              | Un'auto piena di droga                | 29 gennaio 1984   |                 |
| 18 | The Georgia Street Motors                       | I giustizieri                         | 5 febbraio 1984   |                 |
| 19 | The Homecoming (1)                              | Bentornato Giudice (1ª parte)         | 4 marzo 1984      |                 |
| 20 | The Homecoming (2)                              | Bentornato Giudice (2ª parte)         | 11 marzo 1984     |                 |
| 21 | Did You See the One That Got Away               | Caccia al fantasma                    | 18 marzo 1984     |                 |
| 22 | Really Neat Cars and Guys with a Sense of Humor | Donne e motori                        | 25 marzo 1984     |                 |
| 23 | Scared Stiff                                    | Una paura matta                       | 1 aprile 1984     |                 |